# Albert Dammouse
Pour les articles homonymes, voir Dammouse.
 (novembre 2013).
Si vous disposez d'ouvrages ou d'articles de référence ou si vous connaissez des sites web de qualité traitant du thème abordé ici, merci de compléter l'article en donnant les références utiles à sa vérifiabilité et en les liant à la section « Notes et références ».
Albert Louis Dammouse, né à Paris le 22 octobre 1848 et mort à Sèvres le 19 juin 1926, est un sculpteur et céramiste français.

## Biographie

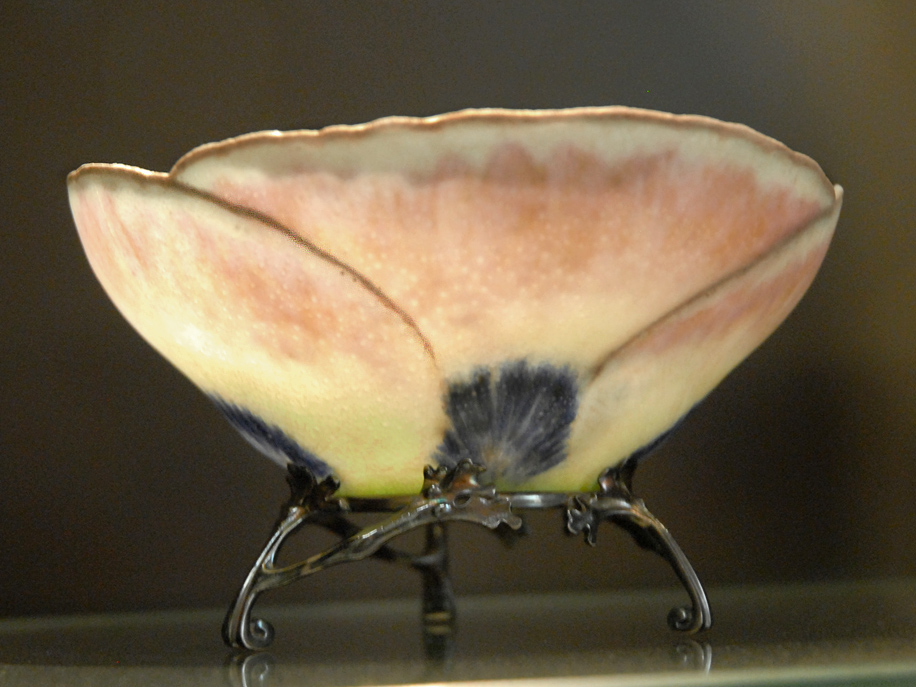
Coupe (1900), Paris, musée d'Orsay.

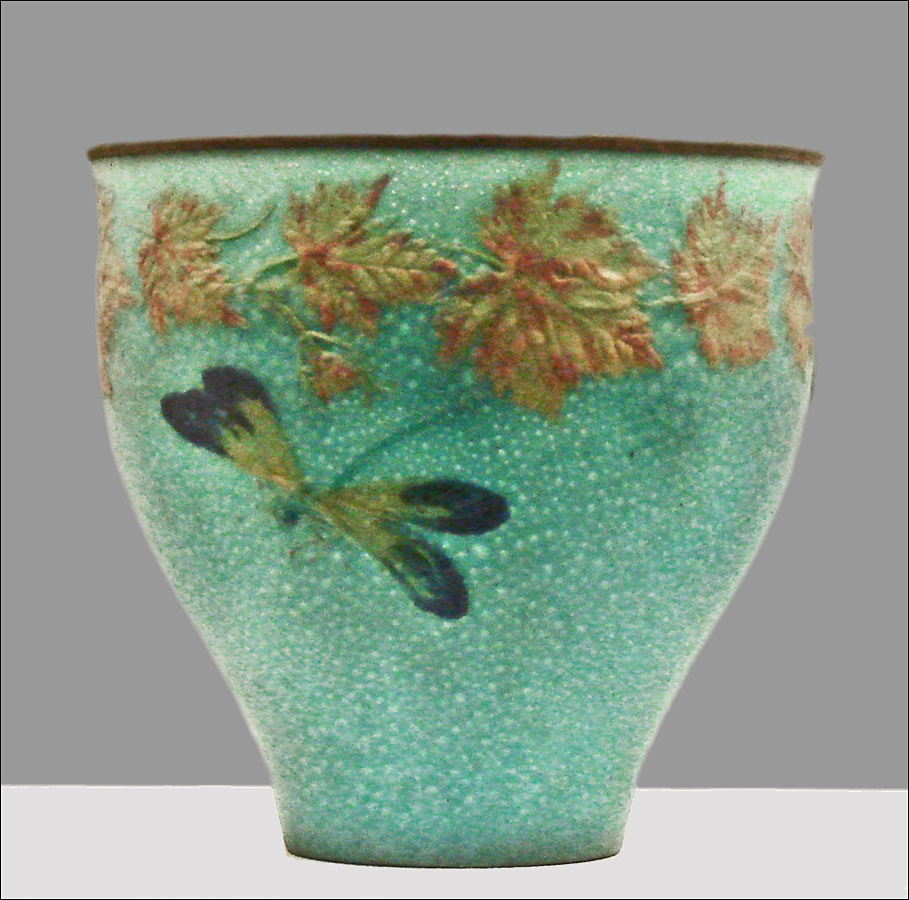
Vase Libellule et feuilles de vigne (vers 1900), pâte de verre, Paris, Petit Palais.

Céramiste décorateur, fils du sculpteur Pierre-Adolphe Dammouse (1817-1880) et de Rose Victoire Papy, mariés à Paris le 5 avril 1845, Albert Dammouse travailla, comme ce dernier, à Sèvres. Il reçut tout d'abord une formation dans l'atelier de François Jouffroy où il avait exécuté des sculptures pour le palais du Louvre.
Son frère Édouard  Dammouse (né en 1850) est peintre et décorateur de céramiques.
De 1863 à 1868, Albert Dammouse fait ses études à l'École supérieure des arts décoratifs de Paris. En 1868, il entre à l'École des beaux-arts de Paris. De 1868 à 1870, il collabore avec Marc-Louis Solon dit « Milès ». Il débute au Salon de 1869 avec un buste en plâtre (Un Portrait). Cette même année, il remporte le grand prix de l'Union centrale.
En 1871, il crée un atelier à Sèvres qu'il gardera jusqu'à sa mort en 1926. Il y fabrique de la porcelaine qu'il décore au grand feu ainsi que des grès et des faïences.
En 1874, il commence une collaboration avec la Manufacture Pouyat et Dubreuil et obtient une médaille d'or à l'Union centrale des arts décoratifs. À partir de 1875, il collabore avec le peintre Félix Bracquemond (1833-1914), avec lequel il va créer le célèbre Service aux Oiseaux.
Albert Dammouse rencontre un grand succès en exposant à l'Exposition universelle de 1878. Il épouse en 1879 Jeanne Marie Émilie Renard dont les deux parents travaillaient à la manufacture de Sèvres. Outre son oncle maternel Pierre Papy, les témoins sont les peintres Félix Bracquemond, François Bonvin et Alexandre Paul Avisse. Albert et Jeanne ont une fille, Jeanne née à Paris le 25 décembre 1880 alors que son père travaillait à l'atelier d'Auteuil avec Ernest Chaplet. Elle meurt à Versailles en 1951.
Albert obtient une médaille d'or à l'Exposition universelle de 1879.
De 1882 à 1886, Dammouse travaille sous la direction d'Ernest Chaplet à l'atelier d'Auteuil, où il découvre le grès. Il œuvre aussi pour Charles Edward Haviland et à l'atelier de la rue Blomet.
En 1889, il devient membre sociétaire de la Société nationale des beaux-arts et expose à son Salon. Deux ans plus tard, en 1891, il devient le secrétaire de cette société, puis membre du jury en 1893.
Il crée son propre four en 1892 à Sèvres.
Albert Dammouse est membre de la commission des examens à l'École de céramique de Sèvres en 1895. Vers 1898, il élabore des pièces en pâte d'émail. Pour Limoges, il fera surtout des tables. Il suit les différents courants artistiques de son époque sans se laisser enfermer dans l'un d'eux. Il va se spécialiser dans le décor grand feu sur porcelaine. Avec son frère Édouard, peintre, il s'oriente vers la faïence dont la gamme des coloris pour la décoration était plus étendue que pour la porcelaine. Son atelier est alors situé au 12, rue des Fontaines à Sèvres.
Ses céramiques sont conservées dans de nombreux musées en France (palais Galliera, musée des Arts décoratifs et musée d'Orsay à Paris, musée national de Céramique à Sèvres, musée national Adrien-Dubouché à Limoges), aux États-Unis et en Allemagne.
Albert Dammouse est promu au rang de commandeur de la Légion d'honneur en 1926.
Il meurt à Sèvres le 19 juin 1926 et est inhumé au cimetière des Bruyères.

## Marques
- Porcelaines marquées en bleu au pinceau « DA Sèvres », le « D » surmonte et le « A » traversé par une ligne horizontale qui s'interrompt dans une courbe.
- Faïences « ADS » en bleu sur émail cru.

## Œuvres dans les collections publiques
États-Unis

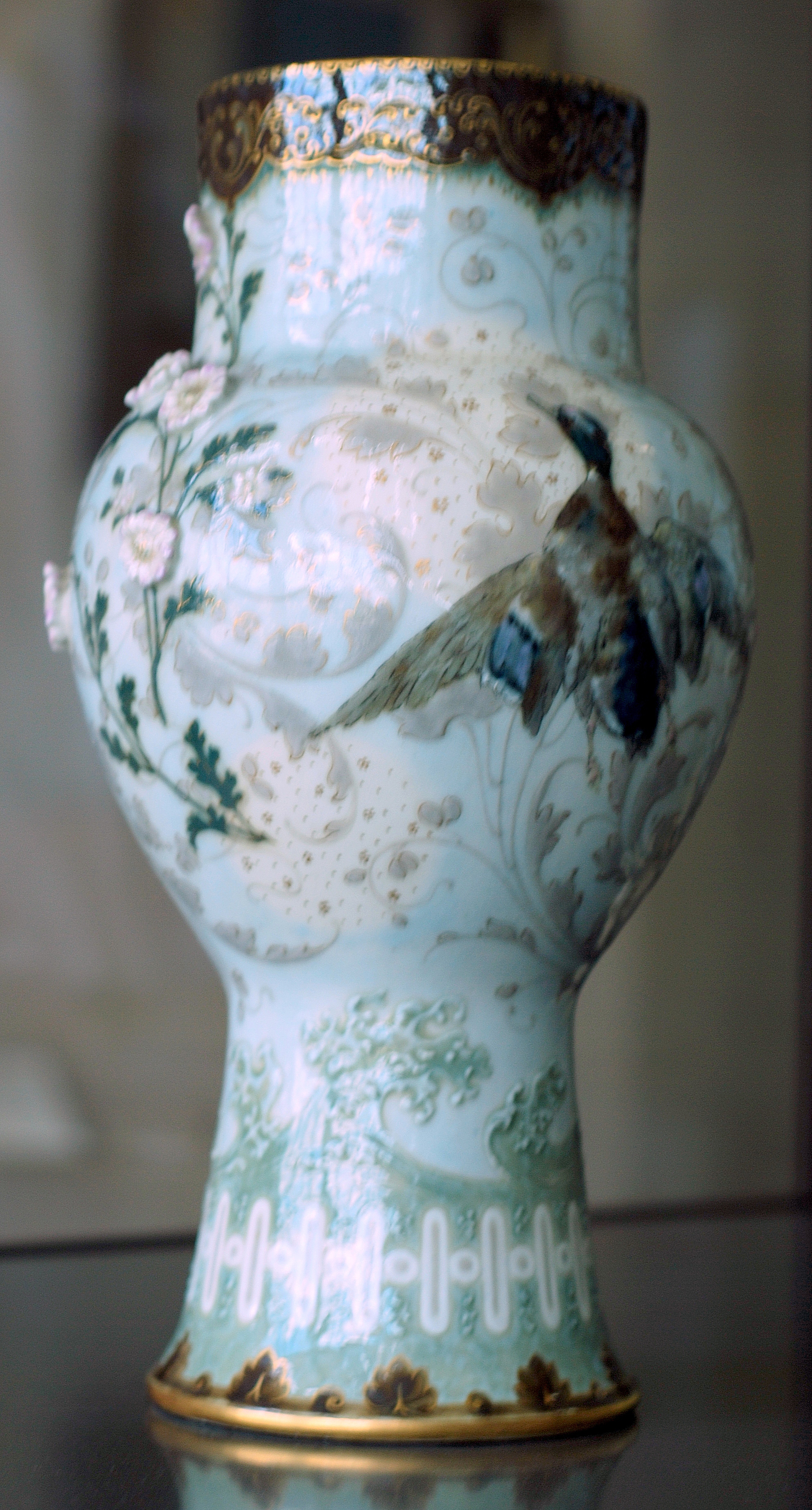
Vase (vers 1895-1900), Paris, musée d'Orsay.

- Dallas, Dallas Museum of Art : Assiette à dessert, 1879, Félix Bracquemond et Albert Dammouse chez Haviland et Cie à Limoges.

France
- Limoges, musée national Adrien-Dubouché :
  - Plaque décorative femme et deux angelots tenant des brindilles, 1877, porcelaine dure, 35 × 210 cm ;
  - Plat au faisan, 1878, porcelaine de Sèvres ;
  - Assiette décorée d'une grappe de raisins, 1886, porcelaine décor de grand feu, Manufacture Haviland ;
  - Vase en grès de forme à col ourlé léger relief de fleurs et de feuilles décor par incision couvert émail vert et jaune, diamètre : 18,5 cm, collaboration Ernest Chaplet ;
  - Vase aux hirondelles, 1890, porcelaine dure, 43,8 × 18,8 cm ;
  - Assiette femme au hennin, pâte sur pâte en porcelaine dure.
- Paris, musée d'Orsay :
  - Potiches à anses, 1893, grès émaillé, 145 × 333 cm ;
  - Épi de faîtage en grès chamotté, base tronconique à ressaut supportant divers éléments empilés, l'élément supérieur se termine par deux croix végétales, signature d'un cachet en creux Un Dammouse, Sèvres, 134 cm ;
  - Ensemble de vases cornet à feuillages, pâte de verre ;
  - Divinité Marine, 1898, grès émaillé, 125 × 180 × 210 cm ;
  - Coupe pâte de verre, 1900 ;
  - Coupe en pâte de verre, 1905, monture en argent de Cardeilhac ;
  - Coupe aux papillons, 1907, pâte de verre, 39 × 118 cm ;
  - Vase coupe, 1908, grès émaillé, 312 cm ;
  - Vase coupe, 1913, pâte de verre, pied vert, 116 × 110 cm.

Japon
- Suwa, musée d'Art Kitazawa : Coupe en pâte de verre, 1905, 5,5 cm.

## Salons
- Salon de la Société des artistes français de 1903 : La Salamandre, 1903, grès rouge, vert et beige, en collaboration avec Charlotte Besnard.

## Distinctions
- Officier d'académie (1884)
- Commandeur de la Légion d'honneur (1926)